# مراوى (أسطورة)
مراوى (بالإنجليزية: Marawa)‏ في أساطير ميلانيزيا هو إله خلق الكائن البشري الفاني. وربما السبب في ذلك أنه لا يعرف كيف كان قد خُلِقَ.